# Чемпіонат України з легкої атлетики в приміщенні серед юнаків 2019
Чемпіонат України з легкої атлетики в приміщенні серед юнаків 2019 був проведений з 28 по 30 січня в легкоатлетичному манежі Сумського державного університету.
На чемпіонаті було встановлено два національних рекорди в приміщенні серед юнаків. Вінничанин Богдан Колесник набрав у семиборстві 4988 очок, а донеччанка Кристина Юрчук подолала 60 метрів з бар'єрами за 8,65.
Загальний залік юнацького чемпіонату України в приміщенні виграла команда Донецької області, серед ДЮСШ перемогла Любешівська школа (Волинська обл.), а серед СДЮШОР — Вінницька.

## Призери

### Хлопці
| Дисципліни                      | Золото                                                                             | Золото      | Срібло                                                                           | Срібло     | Бронза                                                                                   | Бронза     |
| ------------------------------- | ---------------------------------------------------------------------------------- | ----------- | -------------------------------------------------------------------------------- | ---------- | ---------------------------------------------------------------------------------------- | ---------- |
| 60 метрів                       | Олександр Гринь (См)                                                               | 7,13 PB     | Владислав Ємець (Кв)                                                             | 7,13 PB    | Богдан Авдєєв (Хм)                                                                       | 7,17 PB    |
| 200 метрів                      | Максим Штакін (См)                                                                 | 22,86 PB    | Богдан Авдєєв (Хм)                                                               | 23,08 PB   | Вадим Мілошик (Хрс)                                                                      | 23,16      |
| 400 метрів                      | Дмитро Гончар (Квм)                                                                | 50,78 PB    | Ростислав Голубович (Чрк)                                                        | 50,96 PB   | Данило Журавов (Днц)                                                                     | 50,98 PB   |
| 800 метрів                      | Дмитро Козачук (Хм)                                                                | 2.02,18 SB  | Владислав Бойко (Кв)                                                             | 2.02,28 PB | Павло Семенюк (Лв)                                                                       | 2.02,49 PB |
| 1500 метрів                     | Дмитро Петренко (Крв)                                                              | 4.18,80 PB  | Влас Тележинський (Чрв)                                                          | 4.20,13 PB | Андрій Бойченко (Днп)                                                                    | 4.21,52 PB |
| 3000 метрів                     | Ілля Кунін (Днп)                                                                   | 9.06,08 PB  | Віталій Остапчук (Жт)                                                            | 9.21,22    | Ілля Отрешко (Хрк)                                                                       | 9.23,99 PB |
| 60 метрів з бар'єрами (91,4 см) | Денис Слюсар (Квм)                                                                 | 8,24 PB     | Гостислав Григор'єв (Од)                                                         | 8,40 PB    | Владислав Литовченко (Мк)                                                                | 8,64 PB    |
| 2000 метрів з перешкодами       | Борис Абрамович (Вл)                                                               | 6.09,16 PB  | Ілля Отрешко (Хрк)                                                               | 6.19,42 PB | Віктор Гнатів (Тр)                                                                       | 6.21,49 PB |
| 100+200+300+400 метрів          | Донецька область Сергій Луценко Ярослав Бублик Данило Журавов Олександр Сосновенко | 2.02,96     | Сумська область Максим Штакін Олександр Гринь Андрій Нечипоренко Кіріл Кошаренко | 2.06,33    | Дніпропетровська область Назар Руденко Олексій Білан Євгеній Худолій Володимир Коваленко | 2.07,10    |
| Ходьба 5000 метрів              | Тарас Корецький (Вл)                                                               | 22.35,80    | Микола Рущак (См)                                                                | 22.58,02   | Павло Суслов (Жт)                                                                        | 23.05,26   |
| Стрибки у висоту                | Микита Анчис (Жт)                                                                  | 2,06 PB     | Роман Петрук (Жт)                                                                | 1,95 PB    | Олег Сергієнко (Од)                                                                      | 1,90 PB    |
| Стрибки з жердиною              | Ілля Петах (Кв)                                                                    | 4,70 PB     | Ярослав Бублик (Днц)                                                             | 4,60 PB    | Олександр Онуфрієв (Днп)                                                                 | 4,20 PB    |
| Стрибки у довжину               | Андрій Єрещенко (Чрк)                                                              | 7,03 PB     | Самуель Едокпаі (Хрк)                                                            | 6,67       | Андрій Махаринський (Кв)                                                                 | 6,46 PB    |
| Потрійний стрибок               | Олександр Айко (Квм)                                                               | 14,40 PB    | Данило Юсупов (Днп)                                                              | 13,77 PB   | Артем Кравчишин (Мк)                                                                     | 13,65 PB   |
| Штовхання ядра (5 кг)           | Іван Демиденко (Кв)                                                                | 16,01 PB    | Іван Яворський (Чрв)                                                             | 15,94 PB   | Віталій Опанасенко (См)                                                                  | 15,82 PB   |
| Семиборство                     | Богдан Колесник (Вн)                                                               | 4988 NIU18R | Валерій Стецюк (Кв)                                                              | 4165       | Ярослав Клименко (Хрк)                                                                   | 3875       |

### Дівчата
| Дисципліни                      | Золото                                                                           | Золото      | Срібло                                                                       | Срібло      | Бронза                                                                          | Бронза      |
| ------------------------------- | -------------------------------------------------------------------------------- | ----------- | ---------------------------------------------------------------------------- | ----------- | ------------------------------------------------------------------------------- | ----------- |
| 60 метрів                       | Кристина Юрчук (Днц)                                                             | 7,70 PB     | Євгенія Коновалова (Днц)                                                     | 7,77 PB     | Альона Даценко (Днп)                                                            | 7,84        |
| 200 метрів                      | Яна Чорнобай (Чрк)                                                               | 25,52 PB    | Надія Чорнобай (Чрк)                                                         | 25,81 PB    | Яніна Юрченко (Хрк)                                                             | 25,87       |
| 400 метрів                      | Анна Орлова (Днп)                                                                | 57,90 PB    | Тетяна Харащук (ІФ)                                                          | 58,75 SB    | Евеліна Заіка (Днп)                                                             | 58,88 PB    |
| 800 метрів                      | Світлана Жульжик (Рв)                                                            | 2.10,01 PB  | Юлія Уніч (Рв)                                                               | 2.14,91 PB  | Діана Мартинчук (Кв)                                                            | 2.17,49 PB  |
| 1500 метрів                     | Марія Козлюк (Рв)                                                                | 4.42,72 PB  | Катерина Онісімова (Днп)                                                     | 4.44,53 SB  | Тетяна Оксенюк (Квм)                                                            | 4.50,31 PB  |
| 3000 метрів                     | Яна Боровець (Рв)                                                                | 10.09,91 PB | Юлія Петрик (Вл)                                                             | 10.17,59 PB | Марія Козлюк (Рв)                                                               | 10.24,17 PB |
| 60 метрів з бар'єрами (76,2 см) | Кристина Юрчук (Днц)                                                             | 8,65 NIU18R | Альона Даценко (Днп)                                                         | 8,94 PB     | Альбіна Куракулова (Днц)                                                        | 9,16 PB     |
| 2000 метрів з перешкодами       | Тетяна Когут (Тр)                                                                | 7.02,23 PB  | Владислава Савінова (Хрк)                                                    | 7.07,96 PB  | Ія Штипуляк (Од)                                                                | 7.20,20 PB  |
| 100+200+300+400 метрів          | Дніпропетровська область Анна Даценко Владлена Климова Анна Орлова Евеліна Заіка | 2.17,88     | Донецька область Євгенія Коновалова Кристина Юрчук Аліна Костіна Ольга Дибка | 2.20,55     | Київська область Ольга Шаміна Анна Безименна Олександра Маринченко Надія Стецюк | 2.22,52     |
| Ходьба 3000 метрів              | Валерія Шоломіцька (Вл)                                                          | 14.11,94    | Соломія Діжак (Лв)                                                           | 14.27,82    | Катерина Токарчук (Вл)                                                          | 15.29,28    |
| Стрибки у висоту                | Дар'я Озерянова (Днц)                                                            | 1,81 PB     | Марія Алєйнікова (Вл)                                                        | 1,74 PB     | Вероніка Крамаренко (Зп)                                                        | 1,68 PB     |
| Стрибки з жердиною              | Тетяна Гамора (Хрк)                                                              | 3,70        | Анна Дудніченко (Кв)                                                         | 3,50        | Катерина Кушик (Кв)                                                             | 3,50        |
| Стрибки у довжину               | Марія Горєлова (Хрс)                                                             | 5,93        | Софія Коваль (Днп)                                                           | 5,60 PB     | Маргарита Бабіцька (Чрк)                                                        | 5,43        |
| Потрійний стрибок               | Маргарита Бабіцька (Чрк)                                                         | 12,46 PB    | Анастасія Тутова (Днп)                                                       | 12,01 PB    | Марія Єланська (Днп)                                                            | 11,86 PB    |
| Штовхання ядра (3 кг)           | Катерина Лебідь (Днп)                                                            | 13,75 SB    | Марія Ларіна (Днц)                                                           | 13,46 PB    | Анна Глущук (Од)                                                                | 13,27 PB    |
| П'ятиборство                    | Анастасія Матузна (Хрк)                                                          | 3516        | Дарина Кривша (Хрк)                                                          | 3448        | Валерія Мухоброд (Кв)                                                           | 3420        |